# باميلا هاريس (مصورة)
باميلا هاريس (بالإنجليزية: Pamela Harris)‏ هي مصورة أمريكية، ولدت في 1940 في إيري في الولايات المتحدة.